# Wyspa Barentsa
Wyspa Barentsa (norw. Barentsøya) – niezamieszkana wyspa wchodząca w skład norweskiego archipelagu Svalbard, położona między Spitsbergenem a Wyspą Edge’a.
Zajmuje powierzchnię 1288 km², z czego 558 km² stanowią lodowce. Najwyższy punkt wyspy osiąga wysokość 397 m n.p.m.
Wyspa została nazwana na cześć holenderskiego podróżnika Willema Barentsa.

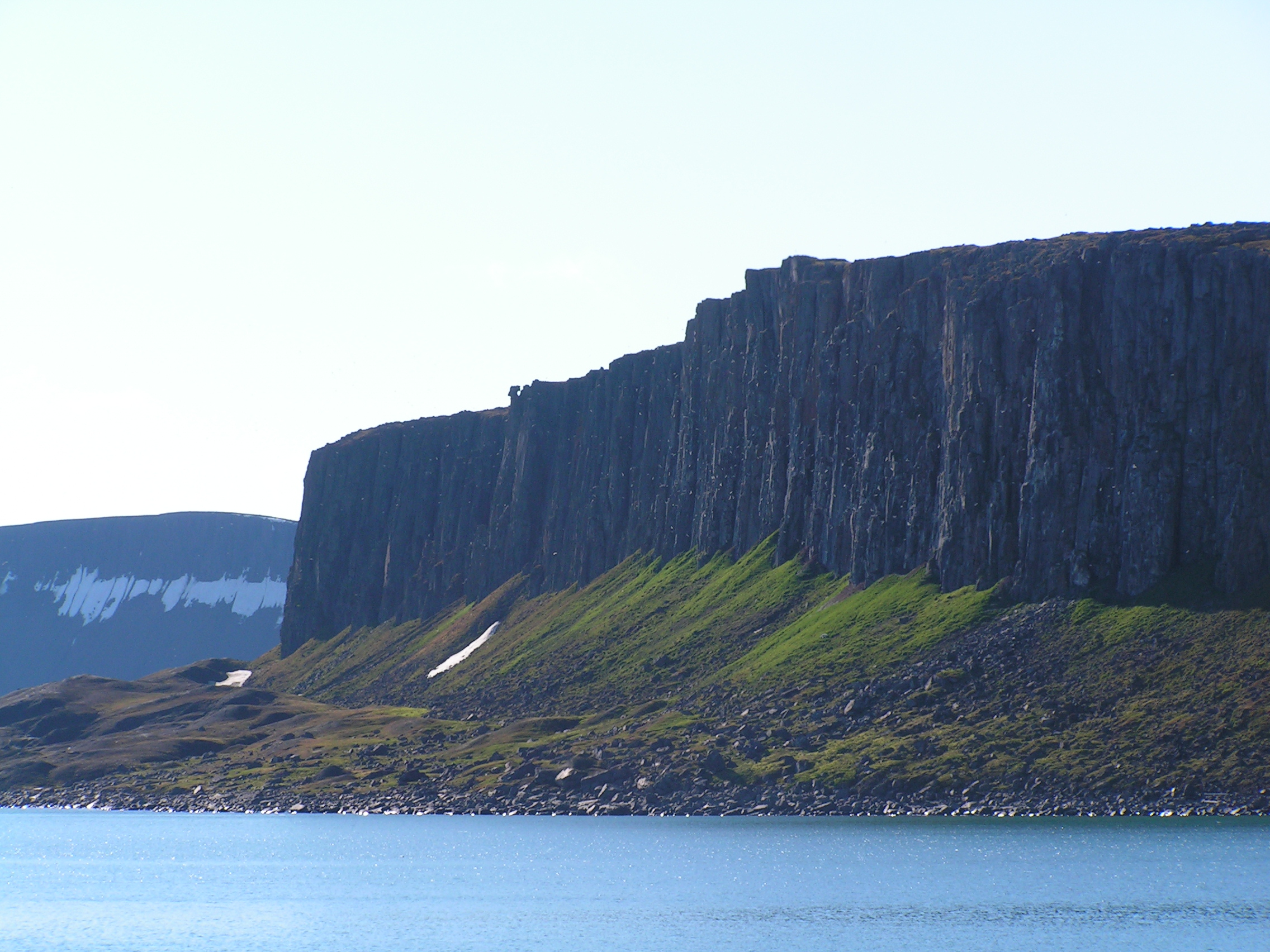
Wybrzeże Wyspy Barentsa
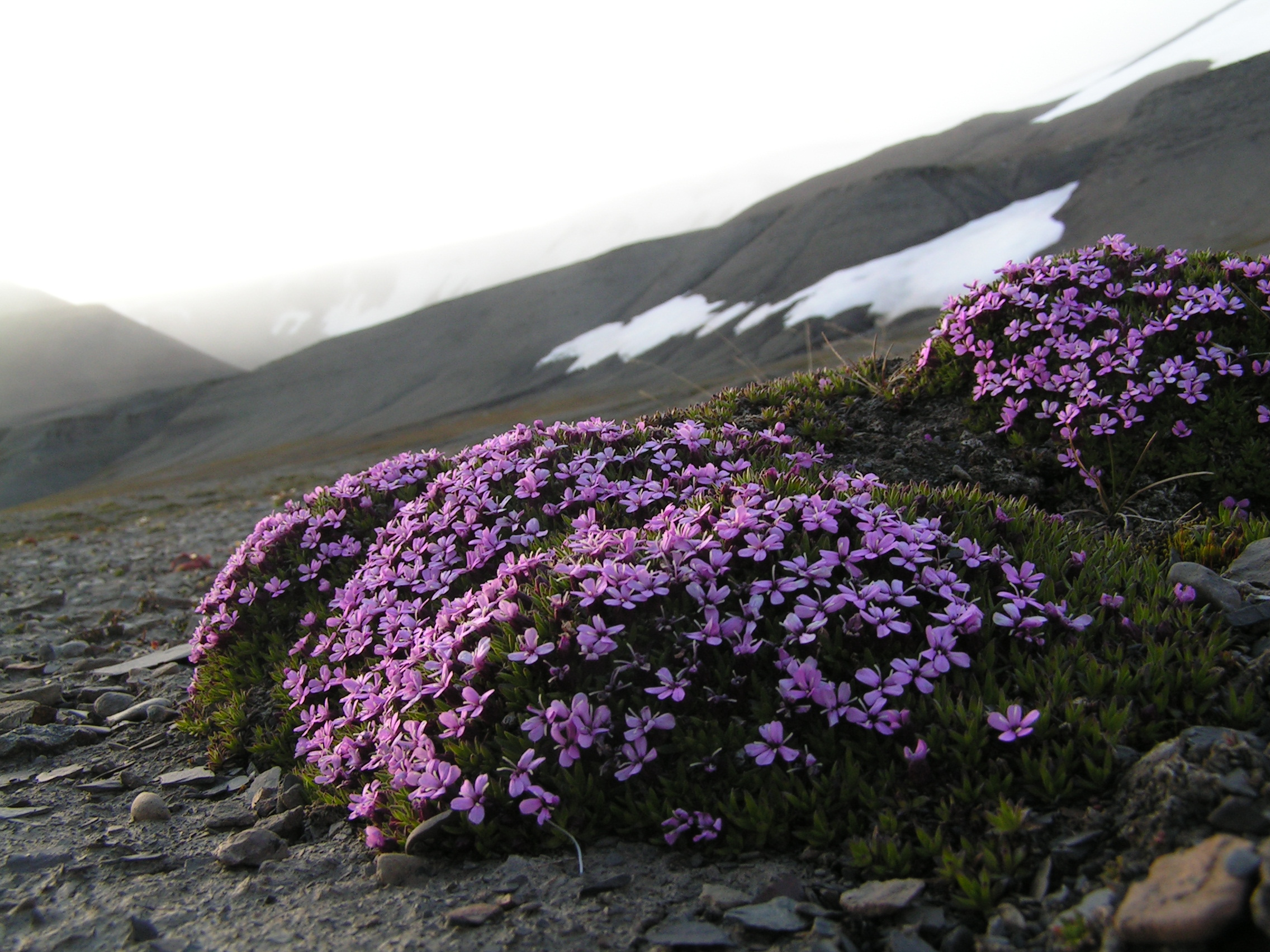
Lepnica bezłodygowa rosnąca na wyspie